# Alphasyllabaire lepcha
Cette page contient des caractères spéciaux ou non latins. S’ils s’affichent mal (▯, ?, etc.), consultez la page d’aide Unicode.
L’alphasyllabaire lepcha ou róng (en lepcha : ᰕᰫᰊᰪᰰᰆᰧᰶ ᰛᰩᰵ ᰕᰧᰵᰶᰙᰳᰶ mútuncí róng míngzât) est un alphasyllabaire utilisé pour écrire le lepcha, une langue sino-tibétaine parlée en Inde, au Népal et au Bhoutan.

## Histoire

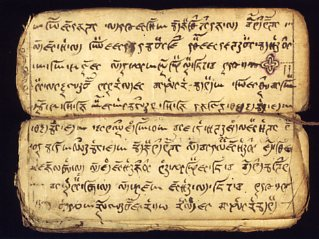
Exemple d’un manuscrit en écriture lepcha, rédigé à une date inconnue.

L'origine de ce système d'écriture reste encore partiellement un mystère jusqu’à nos jours.
Selon la tradition, cette écriture a été inventée par le savant lepcha Thikúng Mensalóng (en lepcha : ᰋᰧᰀᰫᰵ ᰕᰬᰰᰠᰜᰩᰵ) durant le XVIIe siècle en s’inspirant de celle des missionnaires bouddhistes ou en travaillant avec Lama Lhatsun Chenpo, le saint patron du Sikkim, celui-ci ayant grandement contribué à la conversion du royaume du Sikkim au bouddhisme.
Cette écriture aurait aussi pu être introduite par roi sikkimais Chakdor Namgyal au XVIIIe siècle.
D'autres théories proposent que l’alphasyllabaire était déjà utilisé par les Lepchas au cours du VIIe siècle ou du XIIIe siècle, soit avant l'arrivée des Tibétains au Sikkim. En revanche, cette hypothèse est considérée comme improuvée en raison du manque de preuves historiques.
La première impression en lepcha était une traduction de l’Évangile selon Saint-Matthieu, faite en 1845.
Dans tous les cas, l’écriture lepcha est généralement considérée comme étant une dérivation d’une version cursive de l’alphasyllabaire tibétain grâce à une observation faite par Albert Grünwedel en 1896. Cependant, certains chercheurs ont exprimé des doutes quant à cette affirmation, notamment à cause du fait que les consonnes finales soient des diacritiques, ce qui est peu habituel dans les écritures indo-tibéto-birmanes.
En comparant le lepcha avec d’autres écritures indo-tibéto-birmanes, le tibétologue danois Erik Haarh (en) remarque les faits suivants :
- les signes consonantiques sont apparentés, mais ont changé de forme ;
- les signes vocaliques et les infixes sont aussi apparentés, mais ont changé de position ;
- cependant, les signes pour les consonnes finales et les clusters sont inconnus des autres systèmes d’écriture ;
- la direction et l’ordre des lettres sont les mêmes.

Cependant, ces différences peuvent s’expliquer par le fait qu’à l’origine, les textes lepchas étaient écrits verticalement et de droite à gauche, dans un style chinois, avec de possibles influences birmanes,. Or, lors des premières impressions, les caractères ont été pivotés à 90 degrés dans le sens antihoraire pour produire un texte écrit horizontalement. En effectuant la manipulation l’inverse, il est possible de retrouver une forme similaire aux autres écritures.

## Composition

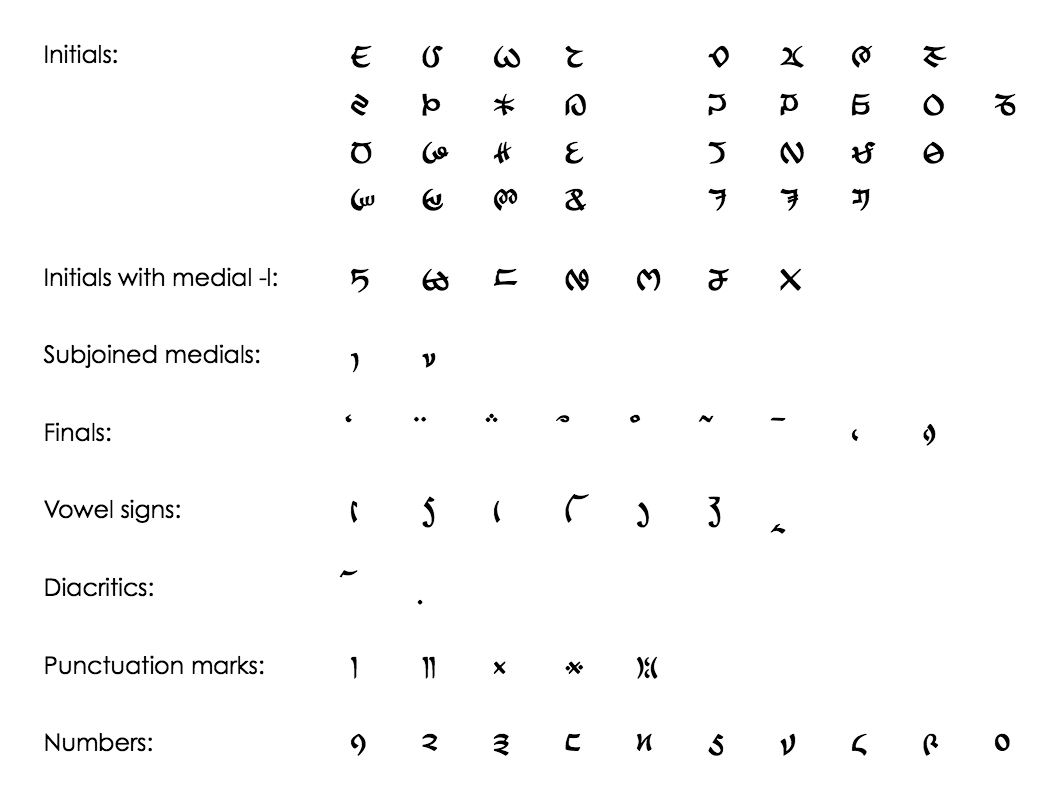
Ensemble des caractères de l'écriture lepcha codés par Unicode.

L’alphasyllabaire lepcha est actuellement composé de 67 « lettres », dont 36 à 39 consonnes, ou glyphes de base,,.

### Consonnes

Consonnes de base en écriture lepcha.

Comme la plupart des alphasyllabaires, la voyelle a est inhérente.
| Lepcha | Transcription | API       |
| ------ | ------------- | --------- |
| ᰀ      | ka            | /kə/      |
| ᰂ      | kha           | /kʰə/     |
| ᰃ      | ga            | /ɡə/      |
| ᰅ      | nga           | /ŋə/      |
| ᰆ      | ca            | /cə/      |
| ᰇ      | cha           | /cʰə/     |
| ᰈ      | ja            | /d͡ʒə/     |
| ᰉ      | nya           | /njə/     |
| ᰊ      | ta            | /tə/      |
| ᰋ      | tha           | /tʰə/     |
| ᰌ      | da            | /də/      |
| ᰍ      | na            | /nə/      |
| ᰎ      | pa            | /pə/      |
| ᰐ      | pha           | /pʰə/     |
| ᰑ      | fa            | /fə/      |
| ᰓ      | ba            | /bə/      |
| ᰕ      | ma            | /mə/      |
| ᰗ      | tsa           | /t͡sə/     |
| ᰘ      | tsha          | /t͡ʃə/     |
| ᰙ      | za            | /zə/      |
| ᰚ      | ya            | /jə/      |
| ᰛ      | ra            | /rə/      |
| ᰜ      | la            | /lə/      |
| ᰝ      | ha            | /hə/      |
| ᰟ      | va            | /və/      |
| ᰠ      | sa            | /sə/      |
| ᰡ      | sha           | /ʃə/      |
| ᰢ      | wa            | /wə/      |
| ᰣ      | a             | /ʔə ~ ʔʌ/ |
| ᰁ      | kla           | /klə/     |
| ᰄ      | gla           | /ɡlə/     |
| ᰏ      | pla           | /plə/     |
| ᰒ      | fla           | /flə/     |
| ᰔ      | bla           | /blə/     |
| ᰖ      | mla           | /mlə/     |
| ᰞ      | hla           | /hlə/     |
| ᱍ      | tta           | /ʈə/      |
| ᱎ      | ttha          | /ʈʰə/     |
| ᱏ      | dda           | /ɖə/      |

| Diacritique | Transcription | API | Exemple     |
| ----------- | ------------- | --- | ----------- |
| ᰤ            | –y–           | /j/ | ᰀᰤ kja /kjə/ |
| ᰥ            | –r–           | /r/ | ᰀᰥ kra /krə/ |

| Diacritique                                       | Transcription | API | Exemple avec ᰀ | Exemple avec ᰣ |
| ------------------------------------------------- | ------------- | --- | -------------- | -------------- |
| ᰭ                                                  | –k            | /k/ | ᰀᰭ kak /kək/    | ᰣᰭ ak /ʔək/     |
| ᰮ                                                  | –m            | /m/ | ᰀᰮ kam /kəm/    | ᰣᰮ am /ʔəm/     |
| ᰯ                                                  | –l            | /l/ | ᰀᰯ kal /kəl/    | ᰣᰯ al /ʔəl/     |
| ᰰ                                                  | –n            | /n/ | ᰀᰰ kan /kən/    | ᰣᰰ an /ʔən/     |
| ᰱ                                                  | –p            | /p/ | ᰀᰱ kap /kəp/    | ᰣᰱ ap /ʔəp/     |
| ᰲ                                                  | –r            | /r/ | ᰀᰲ kar /kər/    | ᰣᰲ ar /ʔər/     |
| ᰳ                                                  | –t            | /t/ | ᰀᰳ kat /kət/    | ᰣᰳ at /ʔət/     |
| ᰵ (ou ᰴ avec -a- derrière, comme dans les exemples) | –ng           | /ŋ/ | ᰀᰴ kang /kəŋ/   | ᰣᰴ ang /ʔəŋ/    |

### Voyelles
| Diacritique | Transcription | API     | Exemple avec ᰀ    | Exemple avec ᰣ  |
| ----------- | ------------- | ------- | ----------------- | --------------- |
| ᰶ            | â             | /ə/     | ᰀᰶ kâ /kə/         | ᰣᰶ â /ʔə/        |
| ᰦ            | á             | /a/     | ᰀᰦ ká /ka/         | ᰣᰦ á /ʔa/        |
| ᰧ            | i             | /i/     | ᰀᰧ ki /ki/         | ᰣᰧ i /ʔi/        |
| ᰧ ᰶ           | í             | /i/     | ᰀᰧᰶ kí /ki/         | ᰣᰧᰶ í /ʔi/        |
| ᰨ            | o             | /o/     | ᰀᰨ ko /ko/         | ᰣᰨ o /ʔo/        |
| ᰩ            | ó             | /ɔ/     | ᰀᰩ kó /kɔ/         | ᰣᰩ ó /ʔɔ/        |
| ᰪ            | u             | /ɯ/     | ᰀᰪ ku /kɯ/         | ᰣᰪ u /ʔɯ/        |
| ᰫ            | ú             | /u/     | ᰀᰫ kú /ku/         | ᰣᰫ ú /ʔu/        |
| ᰬ            | e/ä           | /e ~ ɛ/ | ᰀᰬ ke/kä /ke ~ kɛ/ | ᰣᰬ e/ä /ʔe ~ ʔɛ/ |

### Chiffres/nombres
| Lepcha | Nom en toutes lettres | Chiffre indo-arabe |
| ------ | --------------------- | ------------------ |
| ᱀      | ᰊᰧ ti                  | 0                  |
| ᱁      | ᰀᰳᰶ kât                 | 1                  |
| ᱂      | ᰍᰤᰬᰳ nyet                | 2                  |
| ᱃      | ᰠᰦᰮ sám                 | 3                  |
| ᱄      | ᰑᰜᰧ fali               | 4                  |
| ᱅      | ᰑᰴᰃᰫ fangú              | 5                  |
| ᱆      | ᰊᰛᰩᰭ tarók              | 6                  |
| ᱇      | ᰀᰀᰤᰩᰭ kakyók             | 7                  |
| ᱈      | ᰀᰀᰪ kaku               | 8                  |
| ᱉      | ᰀᰀᰤᰩᰳ kakyót             | 9                  |
| ᱁᱀     | ᰀᰊᰧᰶ katí               | 10                 |

### Ponctuation
| Lepcha | Signification                                          |
| ------ | ------------------------------------------------------ |
| ᰻      | Fin d'une proposition, équivalant d'une virgule « , ». |
| ᰼      | Fin d'une phrase, équivalant d'un point « . ».         |
| ᰽      |                                                        |
| ᰾      |                                                        |
| ᰿      |                                                        |

## Unicode
L’alphasyllabaire lepcha a été ajoutée au standard Unicode en 2008 dans sa version 5.1,.
| en fr  | 0 | 1 | 2 | 3 | 4 | 5 | 6 | 7 | 8 | 9 | A | B | C | D | E | F |
| ------ | - | - | - | - | - | - | - | - | - | - | - | - | - | - | - | - |
| U+1C00 | ᰀ | ᰁ | ᰂ | ᰃ | ᰄ | ᰅ | ᰆ | ᰇ | ᰈ | ᰉ | ᰊ | ᰋ | ᰌ | ᰍ | ᰎ | ᰏ |
| U+1C10 | ᰐ | ᰑ | ᰒ | ᰓ | ᰔ | ᰕ | ᰖ | ᰗ | ᰘ | ᰙ | ᰚ | ᰛ | ᰜ | ᰝ | ᰞ | ᰟ |
| U+1C20 | ᰠ | ᰡ | ᰢ | ᰣ | ᰀᰤ | ᰀᰥ | ᰀᰦ | ᰀᰧ | ᰀᰨ | ᰀᰩ | ᰀᰪ | ᰀᰫ | ᰀᰬ | ᰀᰭ | ᰀᰮ | ᰀᰯ |
| U+1C30 | ᰀᰰ | ᰀᰱ | ᰀᰲ | ᰀᰳ | ᰀᰴ | ᰀᰵ | ᰀᰶ | ᰀ᰷ |   |   |   | ᰻ | ᰼ | ᰽ | ᰾ | ᰿ |
| U+1C40 | ᱀ | ᱁ | ᱂ | ᱃ | ᱄ | ᱅ | ᱆ | ᱇ | ᱈ | ᱉ |   |   |   | ᱍ | ᱎ | ᱏ |